# Enlace TV
Enlace TV es un canal de televisión por suscripción pentecostal neocarismático latinoaméricano de origen costarricense-estadounidense, donde se predica la teología o evangelio de la prosperidad. Las producciones se realizan en diferentes lugares de América, Europa y Asia. Cuenta con más de 6285 puntos de transmisión, con oficinas de trabajo en 23 países, aproximadamente 700 colaboradores y un alcance de señal con una cobertura que supera los 110 países en las bandas convencionales de televisión vía satélite y a nivel mundial cubre el planeta con una señal en vivo por Internet y la señal se sitúa en 14 satélites alrededor del mundo. El propietario mayoritario es Trinity Broadcasting Network.

## Historia
En 1981, el Pastor Jonás González Rodríguez visita las instalaciones de la NASA en Houston, Texas, y allí tiene la visión de fundar una cadena de televisión evangélica latinoamericana. En 1984 se envía una carta al departamento nacional de radio del Ministerio de Gobierno de Costa Rica, donde comunica los nuevos proyectos de televisión y la unión de emisoras protestantes de radio centroamericanas. El 17 de julio de 1986, en el acuerdo del ministerio de Gobierno de Costa Rica, se concede la frecuencia al Sr. Jonás González para el uso del canal 23 en área metropolitana nacional.
En 1987 se establecen las primeras oficinas de la naciente televisora en San Antonio, Texas. En agosto de 1988, Paul Crouch, presidente de Trinity Broadcasting Network (TBN), dona un controlador de 10 Watts. En septiembre del mismo año se instala el transmisor al canal 23. El canal se funda oficialmente el 9 de septiembre de 1988. La señal fue transmitida desde el barrio Los Ángeles en lo que fueron las antiguas instalaciones de las Pastas Lucema, propiedad de la familia Cercone. Es así que se comenzó a transmitir una hora diaria en Costa Rica. El transmisor sólo cubría 2 km en línea recta por lo que llegó a ser conocido como la voz de la cuadra. Los primeros programas que se transmitieron fueron facilitados por TBN, mayormente, "Demos gloria a Dios", realizado por Manuel Bonilla y su esposa Anita.
Para enero de 1990 se instala un transmisor potente de 100 Watts en el volcán Irazu de Costa Rica. Por su ubicación estratégica, en el mismo año el canal se trasladó a Pavas, San José, Costa Rica. Con el alquiler del edificio (con opción a compra) Para el 12 de mayo de 1991 instala nuevo transmisor en Bolivia Canal 27 inicia transmisiones en prueba en la ciudad de La Paz y entre otras ciudades: El Alto, Oruro, Potosí, Cochabamba y Sucre en inicio de operaciones en 1 de julio de 1991 a finales de 1991 se le da el nombre de Enlace. En 1992 se hace la expansión del canal 23 con la instalación de repetidoras y en Honduras nace la Televisión Cristiana Hondureña Canal 57. En el mismo año se hace la construcción del primer estudio del canal 23, y se potencia al transmisor de 1000 Watts a 10.000 Watts de potencia. En julio de 1994 se inaugura el primer estudio de televisión de Enlace. En agosto de ese mismo año se hace la primera transmisión vía satélite desde Costa Rica hasta Estados Unidos.
En noviembre de 1996, Enlace, con su eslogan Una imagen que viene de lo alto, inicia su transmisión de 24 horas a través del satélite mexicano Solidaridad II. La señal abarcó casi todo el continente americano. En 1998 se cambió al satélite Panamsat 5, su alcance cubre toda América y Europa. Ya para el 2000 se cambia nuevamente de satélite del Panamsat 5 al Panamsat 9 con cobertura al continente americano y europeo. En 2003 se inicia la transmisión por los satélites Hispasat 1C y Hotbird 6, que cubre toda Europa y Medio Oriente. Para el 2005 se firmaron convenios con otras compañías satelitales. Se habilita la transmisión por los satélites Galaxy 23 y 19 con cobertura en América del Norte. En febrero de 2006, como parte del desarrollo de digitalización y automatización, Enlace entra a la era digital. En el mismo también se inicia la transmisión del satélite Galaxy 14.
En 2007 se comenzó la ampliación de las instalaciones y la instalación de equipos digitales de última generación. En el mismo año Enlace transmite en Brasil a través del servicio de televisión de Nossa TV a través del satélite Galaxy 28. Para el 2008 se inicia la digitalización y automatización de los procesos para obtener calidad de imagen con mejor sonido y canales adicionales. En mayo del mismo año la señal fue incorporada al servicio de televisión de DirecTV a través del satélite Galaxy 3c, con la cobertura en Sudamérica, en su primera etapa, para Argentina, Chile, Uruguay, Ecuador, Perú, Venezuela, Colombia, Panamá y Puerto Rico. También cuenta con 50.000 puestos de transmisión a través de 120 países y la Internet.

## Programación
Entre la programación de Enlace también se pueden encontrar programas dirigidos al público juvenil.
- Los Mizzu
- Actualidad Espiritual
- A la Luz de la Palabra
- Apóstoles a las Naciones
- Aquí Entre Nos
- Buenas Nuevas (España)
- Café Libre
- Cambiando tu Mundo
- Camino a la libertad
- Casa de Dios
- Casos Reales
- Chiquivida
- Código de Vida
- Compartiendo el pan de vida
- Consejo, inspiración y gloria
- Con la Biblia Abierta
- Cristo, la Solución
- Cristo viene; prepárate
- Culto Dominical (Él puede hacerlo de nuevo)
- Conectados con El Salvador
- De hombre a hombre
- De la visión a la acción
- Desafío Urbano (Enlace Juvenil)
- Dios lo sabe
- Dios TV
- Disfrutando la vida diaria
- DNT (Discurso no Tradicional)
- Economía de Éxito
- Lakewood Church
- El mundo en perspectiva
- Él puede hacerlo de nuevo
- El Show de la Fe
- El show de los niños
- En familia con Dios
- El Lugar de su Presencia
- Encuentro con la vida
- Enlace Juvenil Internacional
- Enlace Ora
- Equilibradamente Sanos
- Es Tiempo
- Escena Juvenil
- Espacio Infantil
- Está Escrito
- Fe y Poder
- Maná Cartago con Henry Zúñiga
- Más Que Vendedores
- Noches de Gloria
- Casa de Dios
- ‘’Conducta Desordenada (2011/DVBRIP USA Version)
- Latinoamérica Nueva
- Tiempo de reflexionar
- Un Estilo de Vida con Iván Vindas
- Vida Nueva para el Mundo

## Controversias
Enlace TV actualmente tiene oficinas en 20 países de América Latina, bordeando los 1000 colaboradores en total. Gran parte de la dirección de la organización está en manos de la familia González Ortiz, siendo pocos los altos cargos en manos de personas ajenas a esa familia.[cita requerida]
Al interior de la corporación ha habido controversias y rumores que señalan que existe mano dura ante quienes critican o no comparten la visión de cualquier miembro de la familia, pudiendo ser razón de despido el hablar mal de alguien.[cita requerida]
También se considera como razón de despido para jefaturas el divorcio, la infidelidad de pareja o cualquier otra acción personal que aún llevándose a cabo fuera de la oficina y sin afectar los quehaceres profesionales, sean consideradas como acciones pecaminosas.[cita requerida]
Enlace también ha sido criticado por excolaboradores que señalan jornadas de trabajo excesivas sin pago de horas extras durante las maratónicas realizadas varias veces al año, donde el personal se ve obligado a trabajar jornadas de hasta 15 horas sin ningún reconocimiento o pago de horas extras.[cita requerida]
Enlace ha sido expuesto por reportajes como La Transnacional de la Fe del periodista Greivin Moya en el canal Teletica donde se criticó a la corporación por comprar cientos de hectáreas de terreno a nombre de sociedades manejadas por la familia González Ortiz con los fondos aportados por los fieles ofrendantes. Además, en el reportaje se señaló que la empresa es exenta de impuestos en todos los países donde tiene oficina bajo la premisa de ser una ONG, sin embargo, no hay claridad del patrimonio de la familia ni de la empresa aun cuando se señala que todas las ganancias provienen de las ofrendas de los fieles. En el mismo reportaje se estimó una recaudación, aproximada, de US$7.000.000 por maratónica a lo largo de sus 20 sedes.[cita requerida]

## España
- En España hay una cadena de TV llamada TBN-Enlace / TBN España que actúa como el canal de TV oficial de Federación de Entidades Religiosas Evangélicas de España y Alianza Evangélica Española; entre otras iglesias participan:
  - Asamblea Cristiana
  - Asambleas de Dios de España
  - Asambleas de Hermanos
  - Federación de Iglesias de Dios de España (FIDE)
  - Federación de Iglesias Evangélicas Independientes de España (FIEIDE)
  - Federación de Iglesias Evangélicas Pentecostales de España (FIEPE)
    - Iglesia evangélica Filadelfia

  - Fraternidad Pentecostal y Carismática de España
    - Iglesia Cuerpo de Cristo

  - Iglesia Evangélica Española (IEE) (Es una Iglesia protestante formada por la unión de comunidades presbiterianas, congregacionalistas, metodistas, luteranas y valdense.[4])
  - Iglesia del Evangelio Cuadrangular
  - Iglesias Buenas Noticias
  - Iglesias de Cristo
  - Iglesias de la Biblia Abierta (es una federación de Iglesias Evangélicas Pentecostales, llamadas a ser un órgano vital en el Cuerpo de Cristo)
  - Reconcíliate con Dios
  - Unión Evangélica Bautista de España (UEBE)
  - Etcétera

Este canal emite casi todo el día programación proveniente de Enlace TV y TBN, a unas horas programación propia, toda de carácter cristiano protestante.
Su versión en prensa es: Actualidad Evangélica.
Su versión en radio es: Radio Encuentro - Radio Cadena de Vida, a unas horas emite programación propia y el resto del día programación proveniente de Trans World Radio.